# Lee Jeong-min (Shorttracker)
Lee Jeong-min (koreanisch 이정민; * 25. Januar 2002 in Seoul) ist ein südkoreanischer Shorttracker.

## Werdegang
Lee Jeong-min trat international erstmals in der Saison 2019/20 in Erscheinung. Dabei gewann er die Goldmedaille über 500 m bei den Olympischen Jugend-Winterspielen 2020 in Lausanne. Weiterhin errang er die Silbermedaille über 1000 m sowie ebenfalls Silber mit der 3000-m-Staffel. Für die Saison 2023/24 qualifizierte er sich erstmals für die südkoreanische Senioren-Nationalmannschaft, nachdem er bei den beiden Ausscheidungsrunden über 500 m den 1. und 4. Platz belegte und im Gesamtergebnis Fünfter wurde.
Sein erstes internationales Podium bei den Senioren erreichte er beim zweiten Weltcup der Saison 2023/24, wo er im 1000-m-Lauf hinter Hwang Dae-heon die Bronzemedaille gewann. Bei den Shorttrack-Weltmeisterschaften 2024 rückte er nach, als Jang Sung-woo verletzungsbedingt ausfiel, und trat als dritter Läufer im Finale der 5000-m-Staffel an. Die südkoreanische Staffel gewann dort die Silbermedaille.
Zur Saison 2025/26 sicherte sich Lee erneut einen Platz im Nationalteam.